# C. J. Thomason
C. J. Thomason (6 de dezembro de 1982) é um ator americano.

## Biografia
Christopher John Thomason nasceu em Abilene, Texas, EUA. Ele começou a representar com 12 anos de idade, após concluir parte dos estudos em San Angelo, Texas, Thomason mudou-se para Los Angeles, onde iniciou sua carreira de ator.

## Carreira
C. J. foi descoberto pelo cineastra David DeCoteau por causa de sua atuação no filme The Brotherhood II (A Irmandade II) em 2001. Ele teve papéis de televisão desde então como ator convidado em Boston Public, CSI: NY e What About Brian. Thomason gosta de escrever e aspira dirigir e produzir projetos futuros. C. J. também estrelou em Harper's Island no papel de Jimmy Mance. Ele também fez uma pequena participação no sétimo episódio da terceira temporada de Big Bang: a Teoria, "A Amplificação do Guitarrista".